# إيفان جونز (كاتب جامايكي)
إيفان جونز (بالإنجليزية: Evan Jones)‏ هو كاتب سيناريو جامايكي، ولد في 1927 في أبرشية بورتلاند ‏ في جامايكا، وتوفي في 31 يوليو 2012 في شروزبري في المملكة المتحدة.

## وصلات خارجية
- إيفان جونز على موقع IMDb (الإنجليزية)
- إيفان جونز على موقع ميوزك برينز (الإنجليزية)
- إيفان جونز على موقع أول موفي (الإنجليزية)
- إيفان جونز على موقع قاعدة بيانات الأفلام السويدية (السويدية)
- إيفان جونز على موقع ديسكوغز (الإنجليزية)
- إيفان جونز على موقع قاعدة بيانات الفيلم (الإنجليزية)
- إيفان جونز على موقع كينوبويسك (الروسية)